# Ополе Лубелскје
Ополе Лубелскје (пољ. Opole Lubelskie) град је у Пољској у Војводству лублинском. По подацима из 2012. године број становника у месту је био 8901.

## Становништво
| 2012. |
| ----- |
| 8.901 |

## Партнерски градови
- Шатораљаујхељ